# Манас (авиабаза)
Манас — в 2001—2009 (по факту 2010) годах авиабаза антитеррористической коалиции, в 2009—2014 — Центр транзитных перевозок ВВС США. Объект располагается на территории международного аэропорта «Манас» в 23 км северо-западнее Бишкека. Аэропорт построен в середине 1970-х. С июля 2014 года авиабаза закрыта, территория и инфраструктура переданы Национальной гвардии Кыргызстана.
Авиабаза использовалась с декабря 2001 года силами антитеррористической коалиции в соответствии с межправительственными соглашениями. Первоначально была названа в честь руководителя Нью-Йоркской пожарной службы Питера Ганси, погибшего во время проведения спасательных операций после террористической атаки 11 сентября 2001 года во Всемирном торговом центре. Впоследствии она была переименована в авиабазу «Манас», так как по правилам ВВС США военные базы за пределами США не могут быть названы в честь американских граждан.
Главная задача Центра транзитных перевозок — воздушные перевозки пассажиров и грузов в Афганистан и из него (на военно-транспортных самолётах C-17) и дозаправка в воздухе (топливозаправщики KC-135) в небе над Афганистаном. Авиабаза «Манас» являлась основным аэромобильным центром для операции «Несокрушимая свобода».

## История
Перед началом американского вторжения в Афганистан в 2001 году на авиабазу «Манас» было перебазировано несколько самолётов стран — союзников США. Первоначально коалиция была представлена 12 странами; в частности, помимо ВВС США, на базе дислоцировались воздушные суда французских (три топливозаправочных самолёта KC-135) и испанских (военно-транспортный самолёт C-130) ВВС. Арендная плата за базу по соглашению 4 декабря 2001 года составила 2 млн долларов в год. Только в 2001—2002 годах Вашингтон перечислил Бишкеку 11 млн долларов. База активно эксплуатировалась — Государственный департамент США сообщал, что через Манас ежемесячно в Афганистан следовали 35 тыс. военнослужащих коалиции и 500 тонн грузов. В 2003 году на базе осталось около 1 тыс. военнослужащих и до 20 самолетов.
В 2004 году США, по данным неподтверждённых источников, обратились к Кыргызской Республике с просьбой о размещении на авиабазе «Манас» самолётов дальнего радиолокационного обнаружения AWACS. Кыргызская Республика отказала, заявив, что размещение американских самолётов-разведчиков на территории страны выходило бы за рамки полномочий и задач проводимой военно-гуманитарной операции в Афганистане и не соответствовало бы обязательствам Кыргызстана в рамках ОДКБ. Однако американская сторона в лице Госдепартамента США опровергли информацию о своем намерении разместить воздушные суда такого типа в Кыргызстане и отрицали ведение переговоров по этому поводу.
Осенью 2005 года США договорились с новым правительством Кыргызстана о переводе на авиабазу «Манас» некоторого количества военно-транспортных самолётов, выводимых с авиабазы Карши-Ханабад в Узбекистане по требованию узбекских властей. Остальное оборудование и воздушные суда были распределены по авиабазам США в регионе, а военный контингент вернулся в США.
В мае 2006 года президент Кыргызстана Курманбек Бакиев заявил о намерении повысить арендную плату за использование США авиабазы с 15 млн до 207 млн долларов США. В результате долгих переговоров было подписано соглашение о том, что США будут оказывать ежегодную помощь Кыргызстану в размере 60 млн долларов США, включая плату за аренду авиабазы. Ещё 110 млн долларов Бишкек получил на развитие аэропорта. Кроме того, в 2007 году Конгресс США дополнительно выделил Кыргызстану единовременную помощь — 150 млн долларов.
15 декабря 2006 года парламент Кыргызстана потребовал пересмотра условий пребывания в стране американской военной базы и лишения иммунитета американских военнослужащих. Согласно межправительственному соглашению военнослужащие США не имеют иммунитета, но при совершении правонарушений попадают под юрисдикцию США. Формальным поводом для этого стало убийство гражданина Кыргызстана, совершённое 6 декабря военнослужащим ВВС США на пропускном пункте на аэродром, когда военнослужащий США, будучи в состоянии наркотического опьянения, два раза выстрелил в упор в кыргызского водителя, ожидающего проверку на пропускном пункте. Поводом для этого стал нож, найденный солдатом в кабине грузовика. Информация об этом событии противоречива.
Перепрофилирование базы
18 декабря 2008 года представитель администрации президента Кыргызстана заявил, что власти Кыргызстана собираются закрыть американскую военную базу в Манасе.
«Так как в Афганистане больше не ведутся военные действия, мы без сомнения уже сейчас можем начать диалог о прекращении работы базы в Манасе»
Двумя неделями раньше новое религиозное движение «Таза дин» («Чистая вера») объявило на пресс-конференции 4 декабря о намерении требовать вывода американской военной базы «Ганси», напоминая о безнаказанном убийстве Александра Иванова.
3 февраля 2009 года президент Кыргызстана Курманбек Бакиев на пресс-конференции по итогам переговоров в Москве заявил, что Правительство Кыргызстана решило закрыть американскую военную базу в Манасе. Причиной этого, по его словам, стали нерешённые в течение последних лет вопросы экономической компенсации за пребывание американской базы на территории Кыргызстана и дело об убийстве гражданина Кыргызстана американским военнослужащим.
9 февраля 2009 Комитет по обороне, безопасности, правопорядку и судебно-правовой реформе парламента Кыргызстана одобрил денонсацию соглашения с США о размещении американской авиабазы.
19 февраля 2009 однопалатным парламентом Кыргызстана было принято решение о денонсации договора с США. Из законопроекта о расторжении договора вытекают законопроекты о расторжении договоров с остальными государствами-участниками антитеррористической коалиции: Австралией, Данией, Италией, Испанией, Кореей, Нидерландами, Норвегией, Новой Зеландией, Польшей, Турцией и Францией.
20 февраля 2009 года Курманбеком Бакиевым закон был подписан.
6 марта 2009 года все соглашения были окончательно денонсированы, 2 апреля был утвержден соответствующий закон.
2 июня 2009, во время встречи в Астане, посол Афганистана в Казахстане передал послу Кыргызстана предложения Президента Афганистана Хамида Карзая о проведении переговоров об оказании помощи в восстановлении Афганистана и о военной базе США и сил Антитеррористической коалиции «Манас».
22 июня 2009 Кыргызстан и США подписали соглашения, согласно которым авиабаза «Манас» будет перепрофилирована в Центр транзитных перевозок в международном аэропорту «Манас». За функционирование Центра транзитных перевозок на территории Кыргызстана в бюджет страны ежегодно будет перечисляться 60 млн долларов США.
9 апреля 2010 года ВВС США возобновили эксплуатацию Центра транзитных перевозок после перерыва, вызванного переворотом в Кыргызстане.
18 марта 2011 года в Бишкеке был подписан пакет учредительных документов совместного киргизско-российского предприятия ООО «Газпромнефть-Аэро-Кыргызстан» между киргизским госпредприятием топливно-заправочный комплекс «Манас» и российским ЗАО «Газпромнефть-Аэро».
Совместное предприятие было создано для поставок авиатоплива Центру транзитных перевозок Пентагона расположенному в международном аэропорту Бишкека. В начале февраля 2011 года Кыргызстан подписал соглашение с американской стороной, что будет поставлять для нужд авиабазы не менее 50 % топлива. При этом киргизская сторона «вправе самостоятельно определять» поставщика авиатоплива.
В марте 2012 была распространена неофициальная информация из правительственных кругов Кыргызстана о намерении привлечь Катар к трансформации американской базы в «Манасе» в транзитный центр перевозок грузов.
К моменту закрытия Манас превратился в весьма значительный военный объект: в 2012 году там было около 1,2 тыс. военнослужащих и персонала США.

#### Прекращение деятельности авиабазы
14 ноября 2013 года министр иностранных дел Кыргызстана Эрлан Абдылдаев вручил послу США Памеле Спратлен ноту о прекращении действия соглашения о деятельности Центра транзитных перевозок «Манас». Срок действия соглашения прекращается с 11 июля 2014 года.
В бишкекском аэропорту Манас 3 июня 2014 года состоялась официальная церемония закрытия авиабазы США. «Рассчитываем, что через неделю все наши военнослужащие покинут пределы базы», -— заявила посол США в Кыргызстана Памела Спратлен после мероприятия.
Первый заместитель министра обороны Кыргызстана Замир Суеркулов, в свою очередь, сообщил: «По документам американские военные должны покинуть нашу территорию до 10 июля 2014 года, но вероятнее всего, это будет сделано уже в середине текущего месяца". По его словам, в ближайшее время военнослужащие киргизской Национальной гвардии начнут совместное патрулирование территории бывшей американской авиабазы со своими коллегами из США.
В ходе церемонии закрытия было объявлено, что военнослужащие США оставят правительству Кыргызстана различную инфраструктуру и оборудование на $30 млн, в том числе здания, технику и медицинские приборы.
Считается, что закрытие авиабазы было вызвано обострением ситуации на Ближнем Востоке. На этом фоне дальнейшее нахождение военных США в Кыргызстане выглядит нежелательным и может представлять определенную опасность для страны.

## Происшествия

### Столкновение киргизского ТУ-154 с американским самолетом-топливозаправщиком КС-135

###### Хроника авиапроисшествия
26 сентября 2006 года в киргизском международном аэропорту «Манас» произошло авиапроисшествие — борт президента Кыргызстана, выполнявший пассажирский рейс, столкнулся при взлёте с американским военным самолетом.
Американский самолет-топливозаправщик КС-135 благополучно сел в 20:05 по местному времени. Диспетчер дал ему указание освободить полосу и ждать на рулежной дорожке. Потом разрешил взлет Ту-154, видимо, считая, что американский борт освободил полосу. Тем временем, пассажирский самолёт набрал скорость отрыва, и уже взлетая, ее экипаж заметил слева хвост КС-135, который не успел съехать с полосы. Командир попытался увести самолет от столкновения, но зацепил и снес левым крылом хвост военного самолёта, который впоследствии загорелся. В момент столкновения киргизский самолёт лишился части крыла.
Увидев повреждения, КВС киргизского самолёта принял решение немедленно идти на посадку. Повреждённый самолёт совершил аварийную посадку в аэропорту вылета, рискуя загореться из-за неизрасходованного топлива в баках. Пострадавших в этом происшествии не было.

###### Разбирательство и обвинение американских пилотов
Столкновение киргизского пассажирского ТУ-154М, на борту которого находился 61 пассажир, и американского самолета-топливозаправщика в международном аэропорту «Манас» Бишкека 26 сентября произошло «из-за некорректных действий экипажа самолета ВВС США». Об этом сообщил журналистам директор департамента гражданской авиации Кыргызстана Алик Аскаров. По его словам, к такому заключению киргизская правительственная комиссия пришла на основании данных экспертизы, проведенной специалистами Межгосударственного авиационного комитета (МАК). Аскаров сообщил, что, по данным средств объективного контроля, экипаж американского воздушного судна, приписанного к американской военной базе, расположенной в аэропорту «Манас», через 45 секунд после посадки без команды диспетчера прекратил движение и остановился, выключив аэронавигационные и проблесковые огни. При этом КС-135 не освободил полностью взлетно-посадочную полосу аэропорта, а экипаж воздушного судна не доложил об этом диспетчеру, чем нарушил правила полетов, руления по территории аэродрома. Он не доложил об этом и после запроса диспетчера аэропорта «Манас» о его месте нахождения. Примечательно, что данный ТУ-154М является самолетом президента Кыргызстана и параллельно выполняет и пассажирские рейсы. Как отметила представитель авиакомпании «Кыргызстан» Наталья Смоленская, самолет Ту-154 был единственным у киргизской авиакомпании судном такого класса, и его авария нанесла киргизской авиации ущерб в размере $3 миллионов, в том числе упущенной выгоды.Более того, киргизское государство осталось без президентского борта.

### Падение американского самолета КС-135
3 мая 2013 года американский самолет-топливозаправщик КС-135, вылетевший с авиабазы в международном аэропорту Кыргызстана «Манас», потерпел крушение в высокогорном ущелье. Самолет-топливозаправщик упал примерно в 14:55 по местному времени через несколько минут после взлета в аэропорту Бишкека «Манас». Его обломки были обнаружены примерно в 80 км западнее киргизской столицы в районе сел Чолок-Арык и Чорголу вблизи границы с Казахстаном. КС-135 направлялся в сторону Афганистана и на его борту находилось около 80—90 тонн авиакеросина. Через 8—9 минут после взлета, на высоте около 6 тысяч метров над уровнем моря, командир корабля доложил диспетчеру о намерении обойти грозу.
По свидетельству очевидцев, лайнер начал разваливаться еще в воздухе, после столкновения с землёй он раскололся на три части. Обломки самолета были разбросаны в радиусе 1 км от места падения. Местные жители утверждают, что перед ударом военного самолета об землю видели в небе парашютиста, однако официальные власти Кыргызстана эту информацию не подтверждают.
«Самолет точно принадлежит ЦТП США. На борту были три члена экипажа. Их судьба неизвестна. Поисково-спасательные работы будут продолжаться как минимум до наступления ночи», — сказал министр Кубатбек Боронов.
Глава ведомства выехал на место падения. По предварительным данным, вылетевший для выполнения дозаправки в воздухе самолет мог иметь на борту до 90 тонн горючего. Как сообщили местные жители, около 14:55 они услышали взрыв и увидели, как самолет развалился в воздухе. Обломки разбросало на несколько километров, часть попала на пастбища и поля. Никто из местных жителей не пострадал. но сгорело пастбище. Бригады скорой помощи прибыли на место ЧП, однако среди обломков самолета врачи не обнаружили членов экипажа.
16 мая 2013 года посол США в Кыргызстане Памела Спратлен заявила, что обнаружены останки экипажа разбившегося на севере республики американского топливозаправщика КС-135. "Опираясь на полученную из США информацию, мы подтвердили, что найденные останки принадлежат трем людям», — заявила она радиостанции «Азаттык» (Свобода). «Если говорить о технической стороне дела, то мы проводим совместное с Кыргызстаном расследование», — подчеркнула посол.